# A Paranormal Evening with the Moonflower Society
A Paranormal Evening With The Moonflower Society è il nono album degli Avantasia. 
Il disco viene distribuito il 21 ottobre 2022 dalla Nuclear Blast.

## Il disco
Il disco viene anticipato da ben 4 singoli: The Wicked Rule The Night con Ralf Scheepers (Primal Fear) seguito da The Moonflower Society con Bob Catley (Magnum) e Misplaced Among The Angels con Floor Jansen (Nightwish) ed infine The Inmost Light con Michael Kiske (Helloween).
Anche in questo album l’artefice Tobias Sammet riunisce i noti partecipanti;  Jørn Lande (Jorn), Michael Kiske, Bob Catley, Geoff Tate (ex Queensrÿche), Ronnie Atkins (Pretty Maids) ed Eric Martin (Mr. Big) ai quali si aggiungono le new entry Ralf Scheepers e Floor Jansen.
Ancora una volta l'edizione limitata dell'album include le versioni strumentali delle stesse tracce.

## Tracce
1. Welcome To The Shadows – 6:22
2. The Wicked Rule the Night (feat. Ralf Scheepers) – 5:42
3. Kill the Pain Away (feat. Floor Jansen) – 5:01
4. The Inmost Light (feat. Michael Kiske) – 4:44
5. Misplaced among the Angels (feat. Floor Jansen) – 6:33
6. I Tame the Storm (feat. Jørn Lande) – 5:09
7. Paper Plane (feat. Ronnie Atkins) – 5:11
8. The Moonflower Society (feat. Bob Catley) – 7:31
9. Rhyme and Reason (feat. Eric Martin) – 5:58
10. Scars (feat. Geoff Tate) – 6:30
11. Arabesque (feat. Jørn Lande, Michael Kiske) – 11:27

## Formazione

### Principale
- Tobias Sammet - voce, basso, tastiera
- Michael Rodenberg – tastiera, orchestrazione
- Felix Bohnke - batteria
- Sascha Paeth - chitarra, basso